# Antonio Inoki
Antonio Inoki, rodným jménem Kandži Inoki (japonsky: 猪木寛至; 20. února 1943 Jokohama – 1. října 2022 Tokio) byl japonský profesionální wrestler, trenér, zápasník bojových umění, politik a propagátor profesionálního wrestlingu a smíšených bojových umění (MMA). Proslavil se jako zakladatel a dlouholetý majitel společnosti New Japan Pro-Wrestling (NJPW). Je považován za jednoho z nejvlivnějších profesionálních wrestlerů všech dob a za jednoho z nejdůležitějších lidí MMA v Japonsku i na mezinárodní úrovni.

## Životopis
Kandži Inoki se narodil v roce 1943 v japonském městě Jokohama. Dospívání strávil v Brazílii a v 60. letech 20. století zahájil profesionální zápasnickou kariéru v Japan Pro Wrestling Alliance (JWA) pod vedením Rikidōzana.
V roce 1972 založil společnost New Japan Pro-Wrestling. Majitelem NJPW zůstal až do roku 2005, kdy prodal svůj kontrolní podíl ve společnosti Yuke's, která se zabývá videohrami. V roce 2007 založil Inoki Genome Federation (IGF) a v roce 2017 založil ISM a následující rok opustil IGF.
V roce 1963 si změnil přezdívku na Antonio Inoki, což byla pocta úspěšnému italskému zápasníkovi Antoninu Roccovi. Stal se jednou z nejpopulárnějších hvězd japonského profesionálního wrestlingu. V 70. a 80. letech 20. století se zasloužil o rozvoj nových stylů zápasů. Svou zápasnickou kariéru proměnil v jednoho z nejznámějších japonských sportovců, jehož pověst podpořil zápas s mistrem světa v boxu Muhammadem Alim v roce 1976. Zápas sloužil jako předchůdce moderního MMA.
V roce 1989, ještě jako aktivní wrestler, vstoupil do politiky, když byl zvolen do japonské sněmovny. Během svého prvního funkčního období ve sněmovně úspěšně vyjednával se Saddámem Husajnem o propuštění japonských rukojmích před vypuknutím války v Perském zálivu. Jeho první funkční období ve sněmovně skončilo v roce 1995, ale v roce 2013 byl znovu zvolen. V roce 2019 odešel z politiky.
V roce 1995 byl společně s Ricem Flairem hlavní hvězdou show v Severní Koreji, která zaznamenala nejvyšší návštěvnost v historii profesionálního wrestlingu.
Jeho poslední profesionální zápas se odehrál dne 4. dubna 1998 proti Donu Fryeovi. V roce 2010 byl uveden do síně slávy WWE.
Zemřel 1. října 2022 (30. září východního času) ve věku 79 let na systémovou transtyretinovou amyloidózu.